# KTSV Eupen 1889
Maillots
Dernière mise à jour : 8 février 2024.
| \| Eupen \| Le club est basé à Eupen dans l'est de la Province de Liège. |
| Eupen                                                                    |

Le Königliche Turn- und Sportverein Eupen 1889 VOG, abrégé en KTSV Eupen 1889, est un club de handball, situé à Eupen en Belgique dans la Province de Liège au sein de la Communauté germanophone de Belgique.
Porteur du matricule 005, le club possède une équipe masculine évoluant en BeNe League et une équipe féminine évoluant en Division 1. Le KTSV réussit à se hisser à trois reprises en finale de la Coupe de Belgique, sans toutefois la remporter. Tout d'abord chez les hommes en 1996 contre le HC Herstal-Liège puis en 2024 contre le HC Visé BM et, en dames, avec une finale en 2023 face au HB Sint-Truiden. 
Le KTSV et, son voisin et rival, le HC Eynatten-Raeren sont les deux seuls clubs de handball belge situé dans les Cantons de l'Est. Toutefois, les deux cercles sont affiliés à la LFH.

## Histoire
| Division         | nombres de saisons | Saisons |
| ---------------- | ------------------ | --- |
| BeNe League      | 2                  | 2022/2023, 2023/2024, 2024/2025 |
| Division 1 Homme | 29                 | 1965/1966, 1966/1967, 1967/1968, 1968/1969, 1970/1971, 1971/1972, 1972/1973, 1973/1974, 1974/1975, 1975/1976, 1976/1977, 1978/1979, 1980/1981, 1981/1982, 1982/1983, 1983/1984, 1986/1987, 1991/1992, 1992/1993, 1993/1994, 1994/1995, 1995/1996, 1996/1997, 1997/1998, 2006/2007, 2020/2021, 2021/2022, 2022/2023, 2023/2024 |
| Division 1 Dame  | 8                  | 1980/1981, 1981/1982, 1982/1983, 1986-1987, 2020/2021, 2021/2022, 2022/2023, 2023/2024 |

### 1889-1947: L'intégration du handball dans le TSV Eupen
Fondé dans l'Allemagne impériale du XIXe siècle comme club de gymnastique, le Turnverein 1889, signifiant littéralement Club de gymnastique 1889, devient un club belge à la suite du traité de Versailles de 1920. Contrairement à l'ancienneté que laisse supposer son numéro de matricule (matricule 5), le handball n'intègre le club qu'après la guerre.
Pourtant, ce sport est déjà bien présent dans la région avant même le début des hostilités. Discipline créée et codifiée dans les années 1920, le handball apparaît assez tôt dans les Cantons de l'Est. Le club omnisports du Verein für Jugend - und Volksspiele (Association pour les jeux de jeunesse et populaires) l'intègre ainsi en 1926. Et, après une première rencontre inaugurale face au TV Jahn Aachen, et perdu 4 à 13, la jeune équipe s'engage durant l'entre-deux-guerres dans une compétition du district d'Aix-la-Chapelle où elle connut de lourdes défaites.
Après la Seconde Guerre mondiale, le Turnverein 1889 lie donc son destin au handball. En fait, suite à la crainte de voir l'idéologie Nazie survivre à la défaite allemande, les autorités belges décident de dissoudre certaines associations germanophones à tel point qu'il ne resta que le Turnverein 1889. C'est donc, en toute logique, dans cette institution que reprend vie le handball eupenois aux sortir de la guerre. Le club devient vite donc incontournable du sport eupenois. Il comprenait, outre la gymnastique et donc le handball, de la natation, de l'athlétisme ou encore du tennis de table. Le nombre de sport augmenta à tel point qu'il obligea le club à s'adapter en changeant son nom en TSV Eupen 1889 pour Turn- und Sportverein Eupen 1889, soit Club de gymnastique et de sport d'Eupen 1889. Aujourd'hui, seul le handball subsiste.

### 1947-2013: Débuts compliqués en D1, expérience européenne et déclin
La première rencontre d'après guerre se joua face à l'Olympic Club Flémallois et fut remporté par le KTSV sur le score de 6 à 4. Prémisse de l'importante évolution de la section handball du club après la guerre, un tournoi international voit le jour en 1949 avec quatre champions nationaux à savoir le Grashoppers Zurich, le Niloc Amsterdam, la Police de Vienne et la Police de Paris.
À la fin des années 1950, les compétitions officielles apparaissent en Belgique et si le TSV Eupen ne prend pas directement part à ces dernières, il réussit ensuite assez vite à intégrer la première division nationale en 1965 à la suite de deux montées successives. Fraichement arrivé au sein de l'élite du handball belge, Eupen n'y reste toutefois que 3 saisons. Parvenant à se hisser pour la seconde fois de son histoire en D1, le club parvient à s'y maintenir. Jouant les places de bas et de milieux de classement, les Germanophones signe même une honorable 5e place à l'issue de la saison 1973/1974. Mais, en 1977, le club culbute une nouvelle fois en D2.
Avec quatre relégations et autant de remontées en Division 1 en 14 ans (1977-1991), le matricule 5 ne parvient tout simplement pas à s'ancrer au premier échelon national. Et si, en 1987 le KTSV s'attache les services de l'ancien international belge Franco Girotto avec le retour en D1 pour objectif. Ce dernier ne reste au club que deux saisons afin de venir en aide au ROC Flémalle, son club d'origine. En perdition, le matricule 5 décide de mettre un de ses joueurs à la tête de l'équipe, Marek Wociechowski. Cumulant le poste de joueur et d'entraîneur, le joueur le polonais réussit à ramener le KTSV en D1 en 1991. Nouveau promu, l'équipe eupenoise se compose alors de joueurs formés au club mais aussi de Luc Deltombe (Union Beynoise, de Dani Hansen (HC Eynatten) ou encore du polonais Mariusz Kedziora. Signant de modestes places de bas de classement, Eupen parvient toutefois à se maintenir au sein de l'élite. Lors de la saison 1994/1995, le club réalise sa meilleure performance en D1 en se classant à la 3e place. Un résultat qui permit au KTSV de connaître une première expérience européenne.
Qualifié en Coupe des Villes (C4), le KTSV affronte les Autrichiens du HC Schrack Wien. Réceptionnant en premier, le matricule 5 parvient à s'offrir une première victoire sur le score de 30 à 26. Il n'y aura toutefois pas d'exploit lors du déplacement à Vienne où Eupen connait une défaite de 21 à 27 et se fait, par la même occasion, éliminé au 1er de la Coupe des Villes. Sur le plan national, même si les Germanophones ne parviennent pas à rééditer leur belle performance en championnat, ils s'illustrent en Coupe de Belgique. Éliminant facilement l'Athénée de Montegnée en 1/4 puis l'Union Beynoise en demi-finale, les Eupenois réussissent à se hisser pour une première finale de leur histoire. Opposé au HC Herstal-Liège lors d'une finale 100% wallonne à la Garenne de Charleroi, Eupen est déforcé. Privé de Jo Verluyten, Jean-Michel Dubuc, Marc Wathieu ainsi que de son meilleur buteur Zbigniew Plechoc, les Germanophones parviendront un temps à tenir tête aux Herstalliens mais il n'y aura pas de miracles et, Eupen, s'incline finalement sur le score de 28 à 22.
Les saisons suivantes demeurent plus compliquées pour les Eupenois. Redescendu en D2 en 1998. Le club y resta une petite décennie. Et même si le KTSV retrouve la D1, il ne parvient une nouvelle fois pas à s'y maintenir à l'image de ses relégations en 2007 et 2011. Eupen connaît alors un véritable déclin et se retrouve relégué en D1 LFH (3e niveau).

### Repères historiques
- 1926 : Création d'une équipe de handball au sein du Verein für Jugend - und Volksspiele
- 1947 : Le Turnverein 1889 intègre d'autres sports dont le handball. Il se rebaptise en TSV Eupen 1889 pour Turn- und Sportverein Eupen 1889
- 1949 : Création du tournoi internationale d'Eupen
- 1965 : Les hommes TSV Eupen 1889 intègre la D1.
- 1980 : L'équipe dame du TSV Eupen 1889 participe à la première édition du championnat de Belgique.
- 1995 : L'équipe homme du KTSV Eupen 1889 signe une 3e place en D1 masculine.
- 7 octobre 1995 : L'équipe homme du KTSV Eupen 1889 joue et remporte sa première rencontre en Coupe d'Europe aux dépens du HC Schrack Wien.
- 30 mars 1996 : L'équipe homme du KTSV Eupen 1889 joue sa première finale de Coupe de Belgique.
- 2022 : L'équipe homme du KTSV Eupen 1889 se hisse en BeNe League.
- 1er avril 2023 : L'équipe dame du KTSV Eupen 1889 joue sa première finale de Coupe de Belgique.
- 2023 : L'équipe dame signe est vice-championne de Belgique.

### Records
Le KTSV Eupen 1889 :
- disputa deux finales de Coupe de Belgique en hommes et une finale en dames.
- est le deuxième club de la LFH à réussi à se hisser en finale de la Coupe de Belgique.
- joua deux matchs en Coupe d'Europe en hommes et quatre matchs en dame.

## Palmarès
Le tableau suivant récapitule les performances de la section homme et femme du KTSV Eupen 1889 dans les diverses compétitions belges et européennes.
| KTSV Eupen 1889                                                                | |
| Section masculine                                                              | |
| Compétitions internationales                                                   | Compétitions nationales |
| - Coupe des Villes (C4) - 1/16 de finale : 1996 - BeNe League - Dixième : 2023 | - Championnat de Belgique - Troisième : 1993 - Coupe de Belgique - Finaliste : 1996 - Division 2 (5) - Champion : 1965, 1978, 1980, 1991, 2006 |
| Section féminine                                                               | |
| Compétitions internationales                                                   | Compétitions nationales |
| - Coupe européenne (C4) - 2e tour : 2024                                       | - Championnat de Belgique - Vice-Champion : 2023, 2024 - Coupe de Belgique - Finaliste : 2023                                                  |

## Parcours
| Saison    | Hommes             | Niveau             | Division           | Rang               | Coupe              | Europe             |
| --------- | ------------------ | ------------------ | ------------------ | ------------------ | ------------------ | ------------------ |
| 1947-1963 | Résultats inconnus | Résultats inconnus | Résultats inconnus | Résultats inconnus | Résultats inconnus | Résultats inconnus |
| ...       | Résultats inconnus | Résultats inconnus | Résultats inconnus | Résultats inconnus | Résultats inconnus | Résultats inconnus |
| 1963-1964 | Hommes             | 3                  | Provinciale        | 1er                | -                  | -                  |
| 1964-1965 | Hommes             | 2                  | Division 2         | 1er                | -                  | -                  |
| 1965-1966 | Hommes             | 1                  | Division 1         | 9e                 | -                  | -                  |
| 1966-1967 | Hommes             | 1                  | Division 1         | 6e                 | ?                  | -                  |
| 1967-1968 | Hommes             | 1                  | Division 1         | ?                  | ?                  | -                  |
| 1968-1969 | Hommes             | 1                  | Division 1         | 12e                | ?                  | -                  |
| 1969-1970 | Hommes             | 2                  | Division 2         | ?                  | ?                  | -                  |
| 1970-1971 | Hommes             | 1                  | Division 1         | 9e                 | ?                  | -                  |
| 1971-1972 | Hommes             | 1                  | Division 1         | ?                  | ?                  | -                  |
| 1972-1973 | Hommes             | 1                  | Division 1         | 8e                 | ?                  | -                  |
| 1973-1974 | Hommes             | 1                  | Division 1         | 5e                 | ?                  | -                  |
| 1974-1975 | Hommes             | 1                  | Division 1         | 9e                 | ?                  | -                  |
| 1975-1976 | Hommes             | 1                  | Division 1         | 10e                | ?                  | -                  |
| 1976-1977 | Hommes             | 1                  | Division 1         | 11e                | ?                  | -                  |
| 1977-1978 | Hommes             | 2                  | Division 2         | 1er                | ?                  | -                  |
| 1978-1979 | Hommes             | 1                  | Division 1         | 11e                | ?                  | -                  |
| 1979-1980 | Hommes             | 2                  | Division 2         | 1er                | ?                  | -                  |
| 1980-1981 | Hommes             | 1                  | Division 1         | 7e                 | ?                  | -                  |
| 1980-1981 | Dames              | 1                  | Division 1         | ?                  | ?                  | -                  |
| 1981-1982 | Hommes             | 1                  | Division 1         | 9e                 | ?                  | -                  |
| 1981-1982 | Dames              | 1                  | Division 1         | ?                  | ?                  | -                  |
| 1982-1983 | Hommes             | 1                  | Division 1         | 9e                 | ?                  | -                  |
| 1982-1983 | Dames              | 1                  | Division 1         | 10e                | ?                  | -                  |
| 1983-1984 | Hommes             | 1                  | Division 1         | 11e                | ?                  | -                  |
| 1983-1984 | Dames              | 2                  | Division 2         | ?                  | ?                  | -                  |
| 1984-1985 | Hommes             | 2                  | Division 2         | 5e                 | ?                  | -                  |
| 1984-1985 | Dames              | ?                  | ?                  | ?                  | ?                  | -                  |
| 1985-1986 | Hommes             | 2                  | Division 2         | 2e                 | ?                  | -                  |
| 1985-1986 | Dames              | 2                  | Division 2         | ?                  | ?                  | -                  |
| 1986-1987 | Hommes             | 1                  | Division 1         | 10e                | ?                  | -                  |
| 1986-1987 | Dames              | 1                  | Division 1         | 12e                | ?                  | -                  |
| 1987-1988 | Hommes             | 2                  | Division 2         | 6e                 | ?                  | -                  |
| 1987-1988 | Dames              | ?                  | ?                  | ?                  | ?                  | -                  |
| 1988-1989 | Hommes             | 2                  | Division 2         | 6e                 | ?                  | -                  |
| 1988-1989 | Dames              | ?                  | ?                  | ?                  | 1/4 de finale      | -                  |
| 1989-1990 | Hommes             | 2                  | Division 2         | 14e                | ?                  | -                  |
| 1989-1990 | Dames              | ?                  | ?                  | ?                  | ?                  | -                  |
| 1990-1991 | Hommes             | 2                  | Division 2         | 1er                | 1/8 de finale      | -                  |
| 1990-1991 | Dames              | ?                  | ?                  | ?                  | ?                  | -                  |
| 1991-1992 | Hommes             | 1                  | Division 1         | 8e                 | ?                  | -                  |
| 1991-1992 | Dames              | ?                  | ?                  | ?                  | ?                  | -                  |
| 1992-1993 | Hommes             | 1                  | Division 1         | 9e                 | 1/8 de finale      | -                  |
| 1992-1993 | Dames              | ?                  | ?                  | ?                  | ?                  | -                  |
| 1993-1994 | Hommes             | 1                  | Division 1         | 7e                 | 1/4 de finale      | -                  |
| 1993-1994 | Dames              | ?                  | ?                  | ?                  | ?                  | -                  |
| 1994-1995 | Hommes             | 1                  | Division 1         | 3e                 | 1/4 de finale      | -                  |
| 1994-1995 | Dames              | ?                  | ?                  | ?                  | ?                  | -                  |
| 1995-1996 | Hommes             | 1                  | Division 1         | 6e                 | Finale             | CDV:1/16 de finale |
| 1995-1996 | Dames              | ?                  | ?                  | ?                  | ?                  | -                  |
| 1996-1997 | Hommes             | 1                  | Division 1         | 7e                 | ?                  | -                  |
| 1996-1997 | Dames              | 2                  | ?                  | ?                  | ?                  | -                  |
| 1997-1998 | Hommes             | 1                  | Division 1         | 11e                | ?                  | -                  |
| 1997-1998 | Dames              | 2                  | ?                  | ?                  | ?                  | -                  |
| 1998-1999 | Hommes             | 2                  | Division 2         | 2e                 | ?                  | -                  |
| 1998-1999 | Dames              | ?                  | ?                  | ?                  | ?                  | -                  |
| 1999-2000 | Hommes             | 2                  | Division 1         | 2e                 | 1/4 de finale      | -                  |
| 1999-2000 | Dames              | ?                  | ?                  | ?                  | ?                  | -                  |
| 2000-2001 | Hommes             | 2                  | Division 1         | 3e                 | ?                  | -                  |
| 2000-2001 | Dames              | ?                  | ?                  | ?                  | ?                  | -                  |
| 2001-2002 | Hommes             | 2                  | Division 1         | ?                  | ?                  | -                  |
| 2001-2002 | Dames              | ?                  | ?                  | ?                  | ?                  | -                  |
| 2002-2003 | Hommes             | 2                  | Division 1         | 4e                 | ?                  | -                  |
| 2002-2003 | Dames              | ?                  | ?                  | ?                  | ?                  | -                  |
| 2003-2004 | Hommes             | 2                  | Division 1         | 11e                | ?                  | -                  |
| 2003-2004 | Dames              | ?                  | ?                  | ?                  | ?                  | -                  |
| 2004-2005 | Hommes             | 2                  | Division 1         | 10e                | ?                  | -                  |
| 2004-2005 | Dames              | ?                  | ?                  | ?                  | ?                  | -                  |
| 2005-2006 | Hommes             | 2                  | Division 1         | 1er                | ?                  | -                  |
| 2005-2006 | Dames              | ?                  | ?                  | ?                  | ?                  | -                  |
| 2006-2007 | Hommes             | 1                  | Division d'Honneur | 10e                | 1/4 de finale      | -                  |
| 2006-2007 | Dames              | ?                  | ?                  | ?                  | ?                  | -                  |
| 2007-2008 | Hommes             | 2                  | Division 1         | 4e                 | ?                  | -                  |
| 2007-2008 | Dames              | ?                  | ?                  | ?                  | ?                  | -                  |
| 2008-2009 | Hommes             | 2                  | Division 1         | 2e                 | ?                  | -                  |
| 2008-2009 | Dames              | ?                  | ?                  | ?                  | ?                  | -                  |
| 2009-2010 | Hommes             | 1                  | Division 1         | 9e                 | ?                  | -                  |
| 2009-2010 | Dames              | ?                  | ?                  | ?                  | ?                  | -                  |
| 2010-2011 | Hommes             | 1                  | Division 1         | 10e                | ?                  | -                  |
| 2010-2011 | Dames              | ?                  | ?                  | ?                  | ?                  | -                  |
| 2011-2012 | Hommes             | 2                  | Division 2         | 10e                | ?                  | -                  |
| 2011-2012 | Dames              | 2                  | Division 2         | 6e                 | ?                  | -                  |
| 2012-2013 | Hommes             | 3                  | D1 LFH             | 5e                 | 2e tour            | -                  |
| 2012-2013 | Dames              | 3                  | D1 LFH             | ?                  | 1/8 de finale      | -                  |
| 2013-2014 | Hommes             | 3                  | D1 LFH             | 3e                 | 1/4 de finale      | -                  |
| 2013-2014 | Dames              | 3                  | D1 LFH             | 2e                 | ?                  | -                  |
| 2014-2015 | Hommes             | 3                  | D1 LFH             | 1er                | 1/8 de finale      | -                  |
| 2014-2015 | Dames              | 2                  | Division 2         | 7e                 | ?                  | -                  |
| 2015-2016 | Hommes             | 2                  | Division 2         | 6e                 | 1/8 de finale      | -                  |
| 2015-2016 | Dames              | 2                  | Division 2         | 10e                | ?                  | -                  |
| 2016-2017 | Hommes             | 2                  | Division 2         | 4e                 | ?                  | -                  |
| 2016-2017 | Dames              | 2                  | Division 2         | 11e                | ?                  | -                  |
| 2017-2018 | Hommes             | 2                  | Division 2         | 5e                 | ?                  | -                  |
| 2017-2018 | Dames              | 3                  | D1 LFH             | -                  | ?                  | -                  |
| 2018-2019 | Hommes             | 2                  | Division 2         | ?                  | ?                  | -                  |
| 2018-2019 | Dames              | 2                  | Division 2         | 3e                 | ?                  | -                  |
| 2019-2020 | Hommes             | 2                  | Division 2         | ?                  | ?                  | -                  |
| 2019-2020 | Dames              | 2                  | Division 2         | 2e                 | ?                  | -                  |
| 2020-2021 | Hommes             | 1                  | Division 1         | Annulée            | ?                  | -                  |
| 2020-2021 | Dames              | 1                  | Division 1         | Annulée            | ?                  | -                  |
| 2021-2022 | Hommes             | 1                  | Division 1         | 5e                 | ?                  | -                  |
| 2021-2022 | Dames              | 1                  | Division 1         | 5e                 | 1/8 de finale      | -                  |
| 2022-2023 | Hommes             | 1                  | BeNe League        | 10e                | ?                  | -                  |
| 2022-2023 | Hommes             | 1                  | Division 1         | 5e                 | ?                  | -                  |
| 2022-2023 | Dames              | 1                  | Division 1         | 2e                 | Finale             |                    |
| 2023-2024 | Hommes             | 1                  | BeNe League        | En cours           | En cours           | -                  |
| 2023-2024 | Hommes             | 1                  | Division 1         | En cours           | En cours           | -                  |
| 2023-2024 | Dames              | 1                  | Division 1         | En cours           | 1/8 de finale      | CE: 2e tour        |

 * Légende : CDV= Coupe des Villes; CE : Coupe européenne

## Campagnes européennes
| KTSV Eupen 1889   |                  |                |                 |       |        |        |                  |
| Section masculine |                  |                |                 |       |        |        |                  |
| Saisons           | Compétitions     | Tours          | Club            | Aller | Totale | Retour | Club             |
| 1995-1996         | Coupe des Villes | 1/16 de finale | KTSV Eupen 1889 | 30-26 | 51-53  | 21-27  | HC Schrack Wien  |
| Section féminine  |                  |                |                 |       |        |        |                  |
| Saisons           | Compétitions     | Tours          | Club            | Aller | Totale | Retour | Club             |
| 2023-2024         | Coupe européenne | 1er tour       | KTSV Eupen 1889 | 36-27 | 63-56  | 27-29  | Žalgiris Kaunas  |
| 2023-2024         | Coupe européenne | 2e tour        | KTSV Eupen 1889 | 39-45 | 75-93  | 36-48  | ŽRK Ǵorče Petrov |

### Clubs rencontrés
| - Section masculine - HC Schrack Wien - BeNe League - Bevo HC - Limburg Lions - HV Aalsmeer - HV Houten - HV Hurry-Up - HV KRAS/Volendam - HV Tachos Waalwijk | - Section féminine - Žalgiris Kaunas - ŽRK Ǵorče Petrov |

## Identité

### Logo
|              |                    |
| Logo du club | Autre logo du club |

### Noms
Le club a été nommé sous trois appellations différentes : 
- - Turnverein 1889 (1889-1947)
  - Turn- und Sportverein Eupen 1889 communément dénommé TSV Eupen 1889 (1947-????)
  - Königliche Turn- und Sportverein Eupen 1889 communément dénommé KTSV Eupen 1889 (Depuis ????)

### Surnoms
- Le matricule 5 : Numéro de Matricule dressé par l'Union royale belge de handball.
- Les Germanophones : référence aux habitants de la Communauté germanophone.
- Les Eupenois : référence aux habitants d'Eupen.
- Le KTSV : référence aux noms du club.
- Les rouge et blanc : référence aux couleurs du club.

### Couleurs

Drapeau d'Eupen.

Bien que le club reprend les couleurs de la ville sur son logo, il ne joue pas en jaune mais bien en rouge et blanc.

## Personnalité liée au club

### Comité
- Président : Marc Wagner
- Trésorier : Edgard Müllender
- Secrétaire : Marc Nüchtern

### Président
- Marc Wagner : -2022-

### Entraîneurs
| - Section masculine - Franco Girotto: 1987-1989 - Marek Wociechowski: 1989-1991 - Gino Denert : -1996- - Philipp Reinertz : -2014- - Jean-Luc Grandjean : 2022- | - Section féminine - Philipp Reinertz : -2022- |

### Anciens joueurs et joueuses
| - Marc Wathieu - Mariusz Kedziora - Thierry Dubuc - Jo Verluyten - Jean-Marie Dubuc - Jean-Jacques Yangandi - Zbigniew Plechoc - Reiner Jollet - Gino Denert - Stefan Vaesen | - Marc Gottgens - Marc Schunk - Bartosz Kedziora - Damian Kedziora - Mark Leckebusch - David Polfliet - Robert Gilles |

### Effectif

#### Effectif hommes
| N° | P   | Nom              | Date de naissance          | Taille  | Sélection | Au club depuis | Ancien club      |
| -- | --- | ---------------- | -------------------------- | ------- | --------- | -------------- | ---------------- |
| 35 | GB  | Youri Denert     | 23 février 1994 (31 ans)   | 1, 97 m | -         | 2024           | Sporting Pelt    |
| 12 | GB  | Max Schunck      | 7 décembre 1999 (25 ans)   |         | -         | 2022           | Eynatten-Raeren  |
| 9  | ALG | Stef Eggen       | 28 novembre 2002 (22 ans)  |         | -         | 2021           | Limburg Lions    |
| 13 | ALG | Aaron Brülls     | 18 mai 1995 (29 ans)       |         | -         | 2017           | Eynatten-Raeren  |
| 19 | ALD | Philippe Cnyrim  | 2 septembre 1990 (35 ans)  | 1,76 m  | -         | 2019           | Sporting Pelt    |
| 49 | ALD | Mikka Förster    | 10 mars 2003 (22 ans)      |         | -         | 2021           | Formé au club    |
| 3  | DC  | Ken Kriescher    | 19 avril 1995 (29 ans)     |         | -         |                |                  |
| 17 | DC  | Kim Schröder     | 20 juillet 1994 (30 ans)   |         | -         |                |                  |
| 10 | DC  | Dennis Vlijm     | 17 avril 1995 (29 ans)     |         | -         | 2020           | KHB Houthalen    |
| 44 | DC  | Bartosz Kedziora | 31 décembre 1990 (34 ans)  | 1,89 m  | Belgique  | 2022           | HC Visé          |
| 8  | ARG | Jérôme Majean    | 20 mars 1996 (29 ans)      |         | -         | 2020           | HC Visé          |
| 24 | ARG | Damian Kedziora  | 18 mai 1987 (37 ans)       | 1,88 m  | Belgique  | 2020           | Achilles Bocholt |
| 34 | ARG | David Denert     | 28 avril 1992 (32 ans)     | 1,82 m  | Belgique  | 2021           | Ahlener SG       |
| 11 | ARD | Stijn Joosten    | 30 septembre 1996 (29 ans) |         | -         | 2020           | Limburg Lions    |
| 20 | ARD | Arthur Kubacki   | 31 août 1999 (25 ans)      |         | -         | 2022           | KHB Houthalen    |
| 25 | PVT | Thomas Mormont   | 10 décembre 1998 (27 ans)  | 1,87 m  | -         | 2021           | HC Visé          |
| 92 | PVT | Sidney Hartel    | 1er janvier 1992 (33 ans)  |         | -         | 2010           | Formé au club    |
| 64 | ALD | Geoffrey Lahonda |                            | 1,76 m  |           |                | HC Visé          |
| 4  | ALD | Colin Herné      |                            |         |           |                | Formé au club    |